# Vamos a la playa
Vamos a la playa (spanisch für „Lass uns an den Strand gehen“) ist ein Lied von Righeira aus dem Jahr 1983.

## Hintergrund
Stefano Rota und Stefano Righi befassen sich textlich in dem Song mit den Auswirkungen der Umweltverschmutzung des Mittelmeeres und den Folgen eines Atomkrieges in der Zeit des Kalten Krieges. In dem Song explodiert unter anderem eine Atombombe.
Möglicherweise ist der Text eine Anspielung bzw. Verarbeitung des Nuklearunfalls von Palomares von 1966, bei dem ein mit Wasserstoffbomben beladenes Flugzeug der US-Luftwaffe nahe dem spanischen Ort Palomares abstürzte. Dabei verursachten die radioaktiven Zünder erhebliche Kontaminationen im Meer und an Land, die bis heute die Umwelt belasten. Musik und Text stammen von Angelo la Bionda, Carmelo la Bionda und Stefano Righi. Die Brüder La Bionda, die unter ihrem Familiennamen selbst als Musiker in Erscheinung traten, waren zusammen mit Hermann Weindorf auch für die Produktion verantwortlich.

## Stil
Der Song gilt vielen als Musterstück für sommerlastige Popmusik und als der Prototyp eines Vertreters des in den frühen 1980er populären Genres Italo Disco, obwohl der Text auf Spanisch gesungen wurde. Dieser Umstand ist wohl einem eingängigeren Refrain vom Produzenten gezollt worden. Vamos a la playa war das kommerziell erfolgreichste Werk des Duos Righeira. Wie stilprägend die Nummer wirkte, belegt unter anderem ein Interview der Pet Shop Boys aus dem Jahr 2007, in dem sie die Bedeutung des Songs und der Strömung der Italo Disco für ihre eigene Arbeit beschreiben.

## Chartplatzierungen
| Jahr | Titel Album               | Höchstplatzierung, Gesamtwochen, AuszeichnungChartplatzierungen (Jahr, Titel, Album, Platzierungen, Wochen, Auszeichnungen, Anmerkungen) | Höchstplatzierung, Gesamtwochen, AuszeichnungChartplatzierungen (Jahr, Titel, Album, Platzierungen, Wochen, Auszeichnungen, Anmerkungen) | Höchstplatzierung, Gesamtwochen, AuszeichnungChartplatzierungen (Jahr, Titel, Album, Platzierungen, Wochen, Auszeichnungen, Anmerkungen) | Höchstplatzierung, Gesamtwochen, AuszeichnungChartplatzierungen (Jahr, Titel, Album, Platzierungen, Wochen, Auszeichnungen, Anmerkungen) | Höchstplatzierung, Gesamtwochen, AuszeichnungChartplatzierungen (Jahr, Titel, Album, Platzierungen, Wochen, Auszeichnungen, Anmerkungen) | Anmerkungen |
| Jahr | Titel Album               | DE | AT | CH | UK | IT | Anmerkungen |
| ---- | ------------------------- | --- | --- | --- | --- | --- | ----------- |
| 1983 | Vamos a la playa Righeira | DE3 (18 Wo.)DE | AT11 (12 Wo.)AT | CH1 (9 Wo.)CH | UK53 (5 Wo.)UK | IT1 (23 Wo.)IT |             |

## Coverversionen
Der Song wurde unter anderem von Frank Zander (Hurra, hurra, wir leben), Die Schweigende Mehrheit (Wir zahl’n gern mehr Steuern), Francesco Napoli, TN’T Party Zone, Lou Bega, Karincha, Lille Palle, Miamis, Captain Jack und Loona neu aufgenommen. Die deutsche Band J.B.O. veröffentlichte 2009 eine Version unter dem Titel Geh mer halt zu Slayer. Pierre Littbarski sang das Lied außerdem 2021 in The Masked Singer. Der Partyschlager Ballermann am Balkan (2010) von Lorenz Büffel und Clausi Cowski verwendet die Melodie des Refrains. DJ Koze und Soap&Skin veröffentlichten 2025 eine Version des Songs.